# Треммері Лідія Альбертівна
Треммері Лідія Альбертівна (на флам. Lydia Maria Vera Tremmery, 27 лютого 1946, Гент, Бельгія — 14 липня 1996, Київ — українська і бельгійська художниця-графік, пастеліст і літографіст. Член Національної спілки художників України (з 1980). Почесна громадянка Королівства Бельгія (1992).

## Біографія і творче становлення
Лідія Треммері народилася 27 лютого 1946 року в місті Генті, Бельгія. Її батьки познайомилися в роки Другої світової війни на німецькому заводі, де обидва працювали з примусу. Батько, Альберт Франсуа Треммері, був бельгійським військовополоненим, а мати, Марія Юшкевич — українка — остарбайтер з Києва. Після війни сім'я жила в Бельгії до 1965 року. Лідія Треммері росла в середовищі, насиченому духом старовинної Фландрії та її культурними традияціями. У 1963 році Лідія вступила до Королівської Академії мистецтв Гента.
Весь післявоєнний час батьки Марії Юшкевич розшукували свою доньку через оголошення у закордонній газеті «Голос Батьківщини». Звідти вона дізналася, що її батьки живі: Йосип Юшкевич і Берта Вулинська. У 1963 році Лідія разом з родиною відвідала Київ. Згодом батьки Лідії прийняли рішення переїхати до столиці радянської України. У 1965 році, після декількох років клопотань, було отримано дозвіл на возз'єднання сім'ї у Києві.
Художню освіту Лідія Треммері продовжила в незвичних для неї, радянських умовах, опановуючи з перекладачами українську та російську мову. У 1966 році вона вступила на факультет графіки Київського художнього інституту (нині НАОМА), який закінчила у 1973, викладач Чебаник В.
У 1970 році Лідія народила доньку Олену. Тему щасливого материнства, радість безтурботного перебування на природі, ігор і фізичних вправ художниця плідно розвивала у своїй творчості. Роботи активно експонувалися на щорічних республіканських і всесоюзних молодіжних виставках естампів. Протягом усього творчого періоду Лідія працювала художником-ілюстратором дитячих книжок, переважно у видавництві «Веселка».,.
Серед графічних робіт художниці окремо вирізняються гравюри, створені за мотивами роману Шарля де Костера «Легенда про Тіля Уленшпігеля». Одна з семи гравюр, «На палубі», експонується в Луганському обласному художньому музеї. В аркушах серії відчувається особливо тепле ставлення художниці до старовинного фламандського мистецтва, атмосфера якого позначилася на місцях, де пройшло її дитинство.

## Виставкова діяльність
- 1973 — Республіканська виставка «Етюди» (Рига)
- 1975 — виставка «Жіночий портрет»
- 1976 — Республіканська виставка книги
- 1976 — виставка «Естамп»
- 1977 — Республіканська виставка молодих художників
- 1978 — жіноча виставка СХУ
- 1980 — жіноча виставка СХУ
- 1980 — Республіканська виставка «Естамп»
- 1980 — Республіканська виставка молодих художників
- 1982 — Всесоюзна виставка «Естамп»
- 1982 — Республіканська виставка «Естамп»
- 1985 — групова творча виставка СХУ

У 1980 році Л. А. Треммері стала членом Спілки художників УРСР. Її ім'я було внесено до Єдиного реєстру професійних художників.

## Боротьба за життя і мистецтво
У 1985 році в виставковому залі Спілки художників (Київ) відкрилася групова виставка творчості п'яти художників: Н. Болдирєвої, Н. Левчишиної, О. Лисенко, Ю. Логвина і Л.Треммері. Деякі представлені Лідією роботи не сподобалися виставковій комісії через натяк на еротику, і їх попросили прибрати. Однак художниця проявила характер і відстояла свою позицію, обґрунтовуючи своє захоплення «ню» обраним нею спрямуванням та стилістикою постімпресіоністів і, зокрема, фовістів. Після цього шлях на виставки для неї було закрито, адже партійна номенклатура визначила її мистецтво як «буржуазне», «не радянське». Проте художниця, що опинилася в умовах «андеграунду», не зрадила собі й продовжувала творити вільно, за власним вибором.
Станкові аркуші Л. Треммері насичені кольором, абстрактними й експресивними формами, відповідними неабиякому духовному стану художниці. У 1986 році, через місяць після катастрофи на Чорнобильській АЕС, у Л. Треммері діагностували онкозахворювання, почалася виснажлива боротьба за виживання. Цінність кожної миті, радість дарованого, але скороминущого життя, художниця відтворювала у різнобарвних аркушах пастелей і літографій. Життєствердні композиції знайшли прихильність у країні, де пройшла її молодість. У 1989 році її радо прийняли художні галереї Гента, де з успіхом продалось чимало естампів. У 1992 р. Посольство Бельгії в Україні надало Лідії Треммері статус «Почесний громадянин Бельгії». Тоді ж художниці, яка 27 років прожила в Україні, присвятили статтю в бельгійській газеті «Het Volk» (Гент) з високою оцінкою її творчості.
Не зважаючи на хворобу, художниця продовжувала творити у ті рідкі хвилини, поки рука тримала пензель. Нелегкою була і втрата чоловіка у 1993 році, Дмитра Божка, майстра-літографа, який допомагав у роботі. Влітку 1995 року Лідія Треммері востаннє відвідала Бельгію, щоб побачитися та попрощатися з родичами.
Художниця померла 14 липня 1996 року у віці 50 років, похована у передмісті Києва на кладовищі «Віта-Почтова».

### Визнання
За життя Лідії Треммері так і не відбулося жодної персональної виставки в Україні. Вперше її було влаштовано у 1999 році в київській галереї «Грифон», (кураторка Оксана Білоус). У 2000 відбулась друга виставка у галереї «Колта».
У 2009 році пройшла виставка робіт Лідії в галереї «Берва»,  під патронатом Посольства Бельгія в Україні та особисто пана Надзвичайного і Повноважного Посла Марка Вінка.
У 2016 — у Мистецькому центрі «Локація».
22 роботи Л.Треммері зберігаються в Національному художньому музеї України в Києві
У 2017 році в Івано-Франківську відбулася презентація книги Володимира Барана «Лідія Треммері». Мистецтвознавець добре знав художницю, опублікував свої спогади й міркуваннями: «Лідія творила в основному красу, красу жінки. Вона вміла у своїх творах показати внутрішню привабливість персонажів. Зазвичай художниця працювала у стилі ню і вміла у цих композиціях гарно застосувати такі поняття як метафора, символіка, гіпербола.»
У передмові до книги академік В. Качкан зазначив: «… її малярство тонко, але таки сполучалося з традиціями української класичної і європейських модернових новаторських шкіл і течій. Твори Лідії Треммері — надто сучасні, вони виховують, змушують задумуватися над людською подобою і, власне, її сутністю, часовим призначенням.» На презентації була присутня донька художниці Олена Треммері, яка з любов'ю згадувала талановиту маму..